# Igreja da Inglaterra
A Igreja da Inglaterra (em inglês:  Church of England) é a igreja nacional e cristã anglicana estabelecida oficialmente na Inglaterra, a matriz principal da atual Comunhão Anglicana internacional, bem como é membro-fundador da Comunhão de Porvoo. A igreja inglesa traça sua história na igreja cristã existente na província romana da Grã-Bretanha no século III, e para a missão gregoriana do século VI a Kent liderada por Agostinho da Cantuária. Fora da Inglaterra, a Igreja Anglicana é geralmente denominada de Igreja Episcopal, principalmente nos Estados Unidos e em países da América Latina. O termo Anglicano tem origem na expressão latina Ecclesia Anglicana, e que significa Igreja Inglesa ou Igreja da Inglaterra.
A igreja inglesa renunciou a autoridade papal pela primeira vez e voltou a ser independente de Roma através do Ato de Supremacia em 1534, voltou a comunhão com Roma durante o reinado de Maria I e renunciou a autoridade papal novamente em 1558 no segundo ato de supremacia, iniciando uma série de eventos conhecidos como a Reforma Inglesa, o que iniciou uma grande disputa entre os líderes e polarizando o cristianismo inglês.
A Reforma Inglesa subsequente foi fortalecida pelos regentes de Eduardo VI, precedendo uma restauração católica promovida por Maria I. Contudo, o Ato de Supremacia de 1559 promulgado no reinado de Isabel I renunciou a autoridade papal e permitiu que a igreja adotasse uma posição ambígua de liturgia católica e teologia reformada.
Na fase anterior da Reforma Inglesa havia mártires católicos e mártires protestantes radicais. As fases posteriores viram as Leis Penais punirem protestantes, católicos romanos e não conformistas. No século XVII, os puritanos e presbiterianos continuaram a desafiar a liderança da Igreja que, sob os Stuarts, se inclinava para uma interpretação mais católica do assentamento Elizabetano especialmente sob o Arcebispo Laud e a ascensão do conceito de anglicanismo como Via Média. Após a vitória dos parlamentares, o Livro de Oração foi abolido e as os presbiterianos e independentes dominaram. A Restauração de 1660 restaurou a Igreja da Inglaterra, o episcopado e o Livro de Oração. Somente com o reconhecimento papal da coroação do Rei Jorge III, em 1766, acarretou uma maior tolerância religiosa na Inglaterra.
Desde a Reforma Inglesa, a Igreja da Inglaterra tem desenvolvido sua liturgia em língua inglesa. A igreja alberga distintos ramos doutrinários, sendo os três principais os seguintes: Anglocatolicismo, Evangelicalismo e Igreja geral. As tensões entre tais grupos teológicos dentro da mesma denominação religiosa, giram em torno de temas controversos como, especialmente, ordenação feminina ao ministério e homossexualidade.
A estrutura de governo eclesiástico anglicano tem como unidade básica a diocese, cada uma presidida por um bispo; sendo que cada diocese abriga algumas paróquias locais. O Arcebispo da Cantuária é o Primaz de toda a Comunhão Anglicana, liderando a Igreja de Inglaterra e atuando com foco na unidade da mesma e para com a Comunhão Anglicana. O Monarca britânico, por sua vez, é o Governador Supremo da Igreja de Inglaterra. Em sua estrutura legislativa, a Igreja é regida pelo Sínodo Geral da Igreja de Inglaterra, sendo este composto por bispos, clérigos e leigos, e regularizado pelo Parlamento do Reino Unido.

## História

### Cristianismo na Grã-Bretanha
De acordo com a tradição, o cristianismo chegou à Grã-Bretanha no século II, durante o qual o sul da Grã-Bretanha tornou-se parte do Império Romano. A evidência histórica mais antiga do cristianismo entre os bretões nativos é encontrada nos escritos de pais cristãos primitivos como Tertuliano e Orígenes nos primeiros anos do século III. Três bispos romano-britânicos, de uma Igreja que existia na Inglaterra sem o conhecimento do papa, estavam presentes no Conselho de Arles em 314. Outros participaram do Concílio de Sárdica em 347 e o de Ariminum em 360, e uma série de referências a uma igreja cristã na Grã-Bretanha romana são encontradas nos escritos dos pais cristãos do século IV. A Grã-Bretanha era a casa de Pelágio, que se opunha à doutrina do pecado original de Agostinho de Hipona.
Enquanto o cristianismo foi estabelecido como a religião dos britânicos na época da invasão anglo-saxã, os britânicos cristãos fizeram pouco progresso na conversão dos recém-chegados de seu paganismo nativo. Consequentemente, em 597, o Papa Gregório I enviou o deão da Abadia de Santo André (mais tarde canonizado como Agostinho da Cantuária) de Roma para evangelizar os anglos. Este evento é conhecido como missão gregoriana e é a data que a Igreja da Inglaterra geralmente marca como o início de sua história formal. Com a ajuda de cristãos que já residem em Kent, Agostinho estabeleceu sua igreja na Cantuária, capital do Reino de Kent, e tornou-se o primeiro da série de arcebispos da Cantuária em 598. Um arcebispo posterior, o grego Teodoro de Tarso, também contribuiu para a organização do cristianismo na Inglaterra. A Igreja da Inglaterra tem existência contínua desde os dias de Santo Agostinho, com o arcebispo de Cantuária como seu líder episcopal. Apesar das várias interrupções da Reforma e da Guerra Civil Inglesa, a Igreja da Inglaterra considera-se a mesma igreja formalmente organizada por Agostinho.
O Sínodo de Whitby estabeleceu a data romana para a Páscoa e o estilo romano de tonsure monástico na Inglaterra. Este encontro dos eclesiásticos com os costumes romanos com bispos locais foi convocado em 664 no mosteiro de Streonshalh (Streanæshalch), mais tarde chamado Abadia de Whitby. Foi presidido pelo rei Oswiu, que não se envolveu no debate, mas tomou a decisão final. A decisão final foi decidida em favor da tradição romana porque, segundo a tradição, São Pedro detém as chaves do portão do Céu.

### Período da reforma

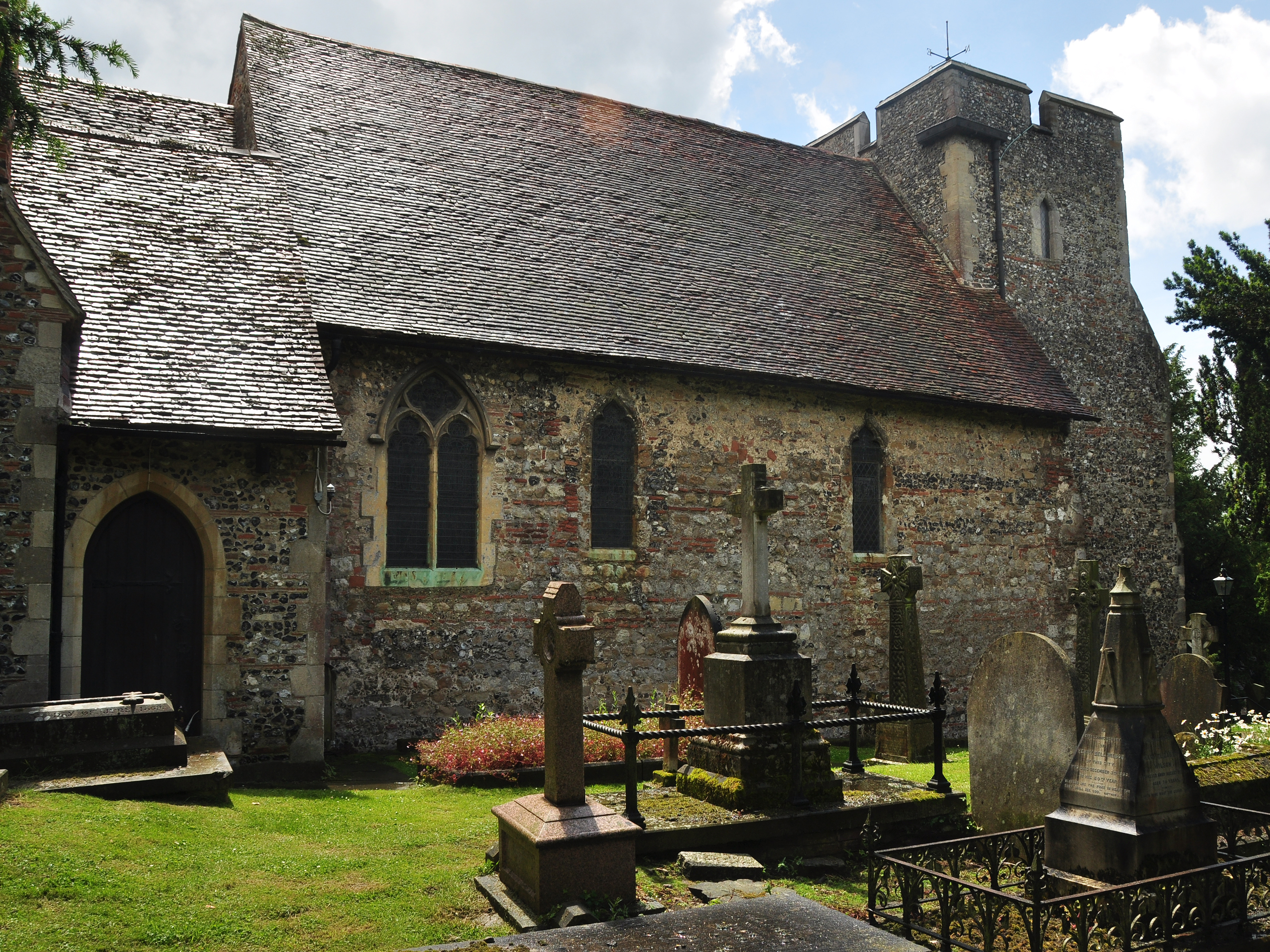
A Igreja de São Martinho, na Cantuária, a mais antiga paróquia anglicana ainda em funcionamento.

Em 1534, a Igreja inglesa rompeu a comunhão com Roma por um ato do Parlamento, chamado de o Ato de Supremacia, após o papa excomungar o rei Henrique VIII, da Casa de Tudor. Uma separação teológica foi prenunciada por vários movimentos dentro da Igreja Inglesa, como Lolardia, mas a Reforma Inglesa ganhou apoio político quando Henrique VIII quis a anulação de seu casamento com Catarina de Aragão para que pudesse se casar com Ana Bolena. O Papa Clemente VII, considerando que o casamento anterior havia sido celebrado sob uma dispensa papal e considerando também como o sobrinho de Catarina o imperador Carlos V, poderia reagir a tal movimento, recusou a anulação. Em 1533, o Parlamento aprovou a Lei de Restrição de Apelações, impedindo que casos legais fossem apelados fora da Inglaterra. Isso permitiu ao Arcebispo de Cantuária anular o casamento sem se submeter a Roma. Em novembro de 1534, o Ato de Supremacia aboliu formalmente a autoridade papal e declarou Henrique Chefe Supremo da Igreja da Inglaterra. Por fim, Henrique, embora teologicamente contrário ao protestantismo, assumiu a posição de protetor e chefe supremo da Igreja e do clero inglês para garantir a anulação de seu casamento. Henrique VIII foi excomungado pelo Papa Paulo III.

Em 1536-1540, Henrique VIII participou da dissolução dos mosteiros, que controlava grande parte das terras mais ricas. Ele dissolveu mosteiros, priorados, conventos e frades na Inglaterra, País de Gales e Irlanda, apropriou-se de sua renda, desfez-se de seus ativos e providenciou pensões para os ex-residentes. As propriedades foram vendidas para pagar as guerras. Bernard argumenta:
A dissolução dos mosteiros no final da década de 1530 foi um dos eventos mais revolucionários da história da Inglaterra. Havia quase 900 casas religiosas na Inglaterra, cerca de 260 para monges, 300 para cônegos regulares, 142 conventos e 183 conventos; cerca de 12 000 pessoas no total, 4 000 monges, 3 000 cônegos, 3 000 frades e 2 000 freiras ... a cada 50 homens adultos no país 1 estava em alguma ordem religiosa.

### A reforma inglesa

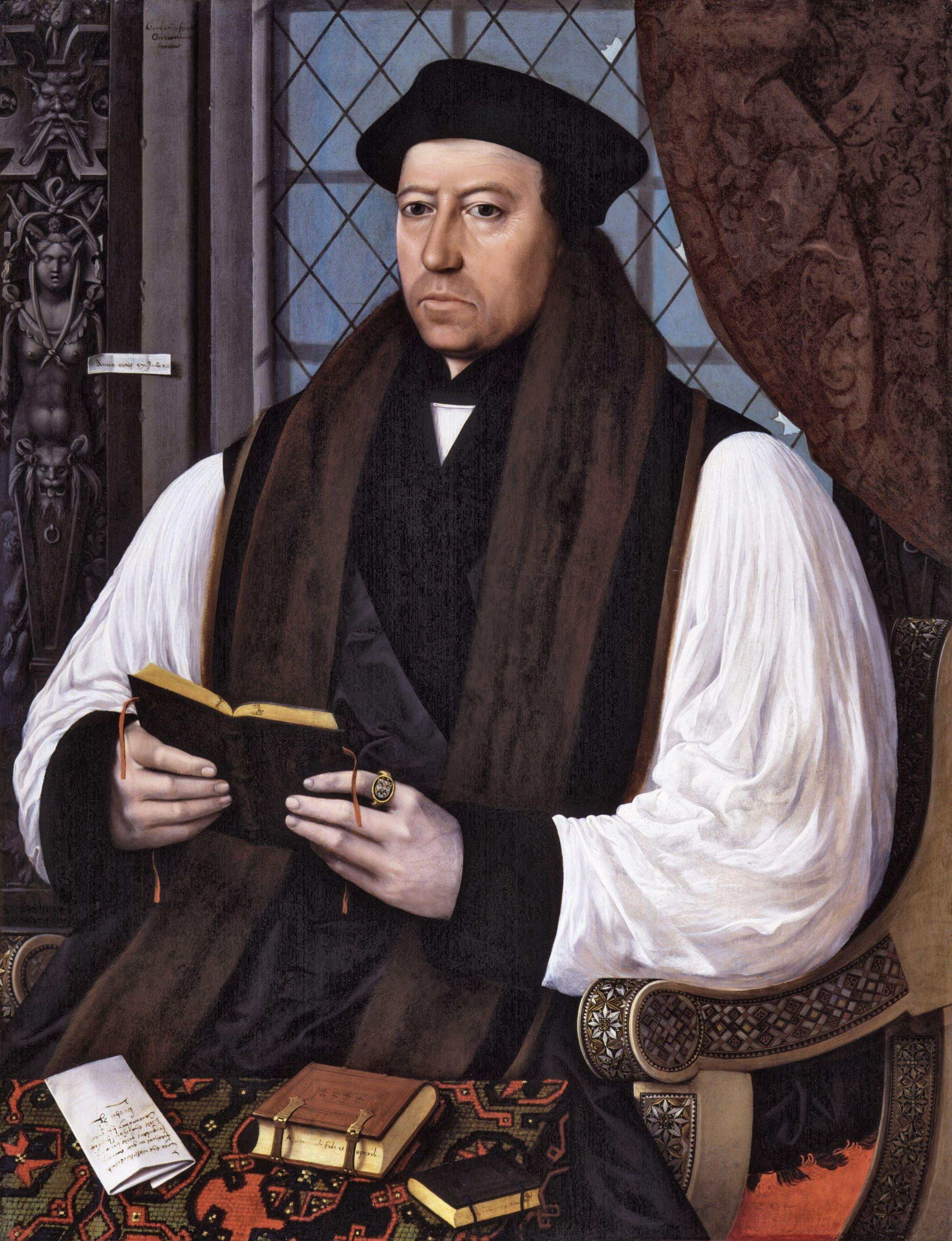
O reformador Thomas Cranmer foi o primeiro arcebispo protestante de Canterbury, trabalhou nas reformas doutrinárias e na compilação do Livro de Oração Comum.

Henrique manteve uma forte preferência pelas práticas católicas tradicionais e, durante seu reinado, os reformadores protestantes foram incapazes de fazer muitas mudanças nas práticas da Igreja da Inglaterra. Sob o reinado de seu filho, o rei Eduardo VI, foram adotadas formas de adoração mais influenciadas pelos protestantes. Sob a liderança do reformador e arcebispo de Canterbury, Thomas Cranmer, procedeu-se a uma reforma mais radical. Um novo padrão de adoração foi estabelecido no Livro de Oração Comum (1549 e 1552). Estes foram baseados na liturgia mais antiga, em particular o Livro de Orações de 1549, mas ambos influenciados por doutrinas protestantes como a justificação pela fé somente, a rejeição do sacrifício da Missa e a Presença Real entendida como presença física. Cranmer neste assunto estava próximo da interpretação calvinista em que ele acreditava que Cristo estava verdadeira e realmente presente na Eucaristia, mas de uma maneira espiritual. O Livro de Oração era ambíguo. Em alguns lugares havia uma declaração suscetível a uma interpretação da Presença Real e em outros se refere ao 'alimento espiritual' ou os reúne como vistos nos textos da Oração de Consagração, Oração de Acesso Humilde e as Palavras de Administração. Uma espécie de confissão doutrinária da Igreja reformada da Inglaterra foi estabelecida nos Quarenta e dois artigos (posteriormente revisados para trinta e nove).
A reforma, entretanto, foi interrompida pela morte do rei. A rainha Maria I, que o sucedeu, devolveu a Inglaterra novamente à autoridade do papado, encerrando assim a primeira tentativa de uma Igreja da Inglaterra independente. Durante seu co-reinado com seu marido, o rei Filipe, muitos líderes e pessoas comuns foram queimados por sua recusa em retratar sua fé reformada. Eles são conhecidos como os mártires marianos e a perseguição levou ao seu apelido de "Bloody Mary", como é conhecida até hoje.
Maria I também morreu sem filhos, e por isso coube ao novo reinado de sua meia-irmã, a rainha Elizabeth I, decidir a direção da igreja. O acordo elizabetano tentou encontrar um meio-termo entre o protestantismo radical e o catolicismo romano, a via media (termo que na verdade só se tornou corrente na década de 1620), como característica da Igreja da Inglaterra, uma igreja moderadamente reformada na doutrina, conforme expresso nos Trinta e Nove Artigos, e enfatizando a continuidade com as tradições Católica e Apostólica dos Padres da Igreja. Ajoelhar-se reverentemente para receber a comunhão era o costume. O ministério triplo na Sucessão Apostólica foi mantido; a continuidade institucional da Igreja foi preservada sem interrupção (em sua ascensão quase todo o clero tinha sido ordenado em Ordens Católicas usando o Pontifício Romano) pela consagração de bispos em Ordens Católicas, embora o caráter da organização tenha sido alterado pela adoção de algumas doutrinas reformadas, como a simplificação das formas externas de culto, o abandono das vestes tradicionais e das imagens sacras; a manutenção do Direito Canônico medieval, Calendário de Santos e Festas as quais foram reduzidas. Os Quarenta e Dois Artigos foram reduzidos a 39, um dos quais removeu a condenação do Papa, e outro, a Rubrica Negra, o que permitia ajoelhar-se para receber a comunhão, desde que não implicasse a crença na Presença Real e sugestão de adoração, cujo afastamento anulava o que havia proibido. A rubrica foi restaurada em 1662, mas a proibição nela referida referia-se à Presença de Cristo em seu corpo natural (em vez de uma Presença Real à maneira de um sacramento). Em parte como resposta à sua excomunhão pelo Papa em 1570, a Rainha publicou as injunções em 1571, que proibiam que fossem ensinadas qualquer coisa que "fosse contrária aos ensinamentos dos Padres da Igreja e Bispos Católicos". A intenção era deixar claro que as doutrinas da Igreja da Inglaterra estavam em consonância com a fé católica, conforme definido pelos primeiros Quatro Concílios Ecumênicos e tal ensino subsequente que se conformava com eles.
Era uma situação muito peculiar: a Igreja da Inglaterra era a mesma Instituição em sucessão ininterrupta, mas com uma face modificada para o mundo. Não tinha muito de um caráter particular próprio até que a noção de Anglicanismo como uma Via Media distinta entre o Catolicismo e o Protestantismo emergiu muito tarde em seu reinado e mais claramente durante os reinados dos primeiros Reis Stuart. Na verdade, o termo Via Media só aparece como tal no início do reinado de Carlos I. A Igreja da Inglaterra foi estabelecida como igreja (constitucionalmente estabelecida pelo estado com o Chefe de Estado como seu governador supremo). A natureza exata da relação entre igreja e estado seria uma fonte de atrito contínuo no próximo século.

### Período Stuart
Durante o próximo século, através dos reinados de Jaime I, que ordenou a tradução da Bíblia conhecida como a Versão King James (autorizada a ser usada nas paróquias, o que não significa que fosse a versão oficial), e Charles I, culminando na Guerra Civil Inglesa e no Protetorado de Oliver Cromwell, houve mudanças significativas entre duas facções: os Puritanos(e outros radicais) que buscaram reformas protestantes mais abrangentes, e os clérigos mais conservadores que pretendiam se aproximar das crenças tradicionais e das práticas católicas. O fracasso das autoridades políticas e eclesiásticas em submeter-se às exigências puritanas de reformas mais amplas foi uma das causas da guerra aberta. Pelos padrões continentais, o nível de violência em relação à religião não era alto, pois a Guerra Civil era principalmente sobre política, mas as baixas incluíam o rei Carlos I e o arcebispo de Canterbury, William Laud e dezenas de milhares de civis que morreram devido às condições instáveis. Sob a Commonwealth e o Protetorado da Inglaterra de 1649 a 1660, os bispos foram destronados e as antigas práticas foram proibidas, e os presbiterianos a eclesiologia foi introduzida no lugar do episcopado. Os 39 artigos foram substituídos pela Confissão de Westminster, o Livro de Oração Comum pelo Diretório do Culto Público. Apesar disso, cerca de um quarto do clero inglês se recusou a se conformar a essa forma de presbiterianismo estatal.

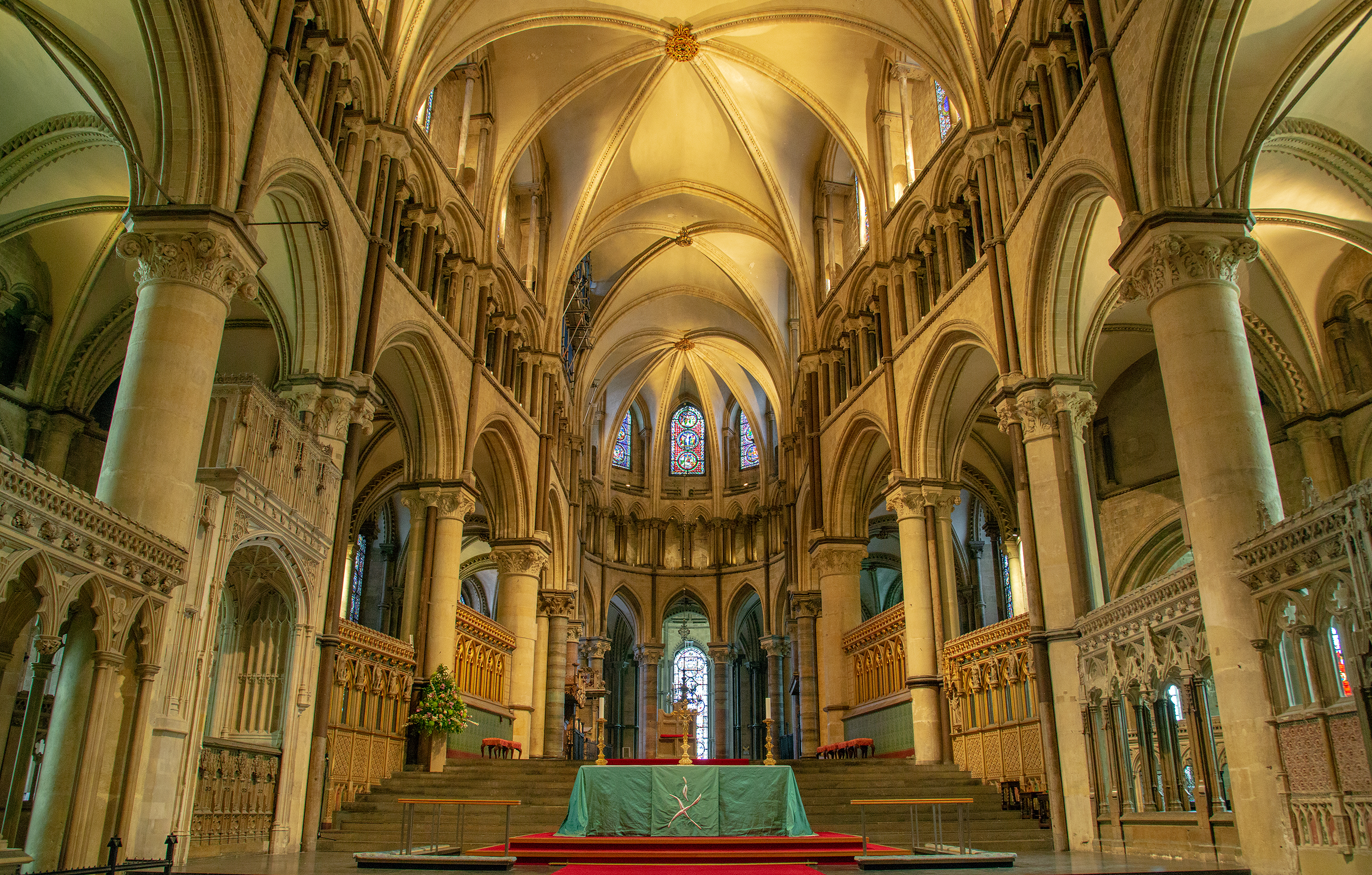
Grandes reparos foram feitos na Catedral de Canterbury após a Restauração em 1660.

Grandes reparos foram feitos na Catedral de Canterbury após a Restauração em 1660. Com a Restauração de Carlos II, o Parlamento restaurou a Igreja da Inglaterra para uma forma não muito distante da versão elisabetana. Uma diferença era que o ideal de englobar todo o povo da Inglaterra em uma organização religiosa, tida como certa pelos Tudors, tinha que ser abandonada. A paisagem religiosa da Inglaterra assumiu sua forma atual, com a igreja estabelecida anglicana ocupando o meio termo, e os puritanos e protestantes que discordavam do estabelecimento anglicano tendo que continuar sua existência fora da igreja nacional ao invés de tentar influenciar ou tentar ganhar controle sobre ela. Um resultado da Restauração foi a destituição de 2 mil ministros paroquiais que não haviam sido ordenados por bispos na Sucessão Apostólica ou que haviam sido ordenados por ministros em ordens de presbíteros. Suspeita oficial e restrições legais continuaram até o século XIX.

## Doutrina

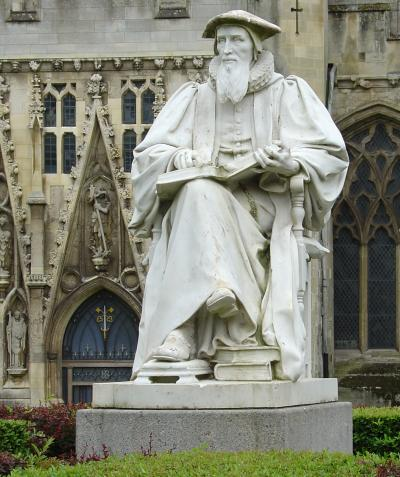
O teólogo Richard Hooker (1554–1600) é uma das mais proeminentes figuras da história anglicana.

A lei canônica da Igreja de Inglaterra identifica as Sagradas Escrituras como sua fonte doutrinária. Além disto, a doutrina também deriva dos ensinamentos dos Pais da Igreja e dos concílios ecumênicos (assim como de seus subsequentes credos ecumênicos), uma vez que em concordância plena com as Escrituras. Esta doutrina é expressa mais especificamente através dos Trinta e Nove Artigos de Religião, do Livro de Oração Comum e do Ordinal - este último que contém os ritos de ordenação de diáconos e padres e da consagração episcopal. Ao contrário de outras tradições religiosas, a Igreja de Inglaterra não possui uma linha teológica única considerada como a fundadora ou original. Contudo, a perspectiva de Richard Hooker das Escrituras e da tradição eclesiástica, são tida ainda hoje como base da identidade Anglicana.

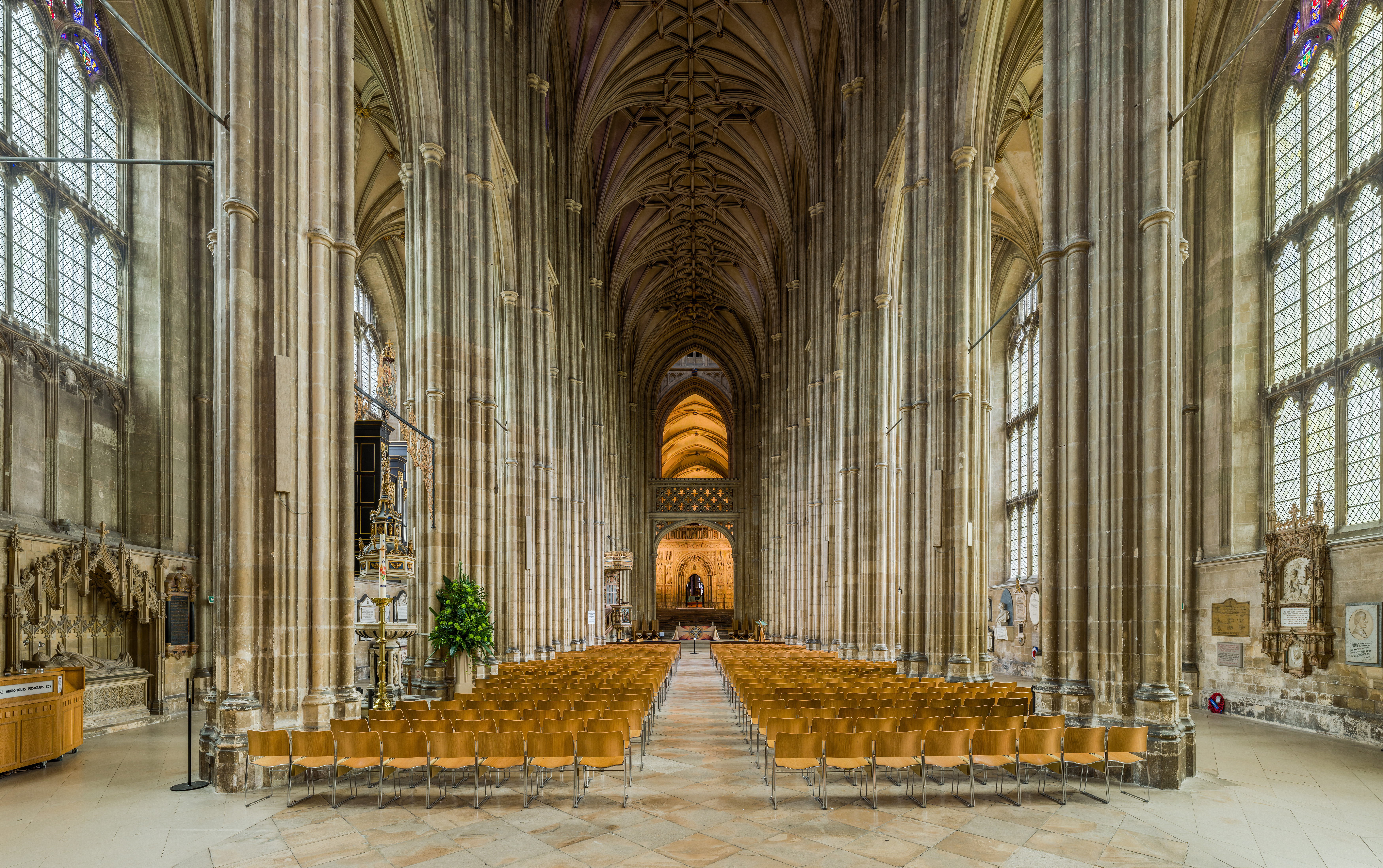
A Catedral de Cantuária abriga a cathedra do Arcebispo de Cantuária, é a sé episcopal da Diocese de Cantuária e a igreja-mãe da Igreja de Inglaterra.

O perfil doutrinário anglicano tal como se encontra nos dias atuais resulta em muito da Era Elisabetana, durante a qual perdurou o estabelecimento de uma certa forma de "via média" entre o Catolicismo e o Protestantismo. A Igreja de Inglaterra afirma o princípio advindo da Reforma Protestante de que as Escrituras contêm todas as ideias e concepções concernentes à Salvação e constituem o árbitro definitivo para questões doutrinárias. Os Trinta e Nove Artigos são a única confissão de fé da Igreja. Apesar de não configurar um sistema doutrinário completo e fechado, os artigos lançam luz sobre temas de concordância com o Luteranismo e outras linhas Reformadas, ao mesmo tempo em que distinguindo-o do Catolicismo romano e do Anabatismo.
A Igreja Anglicana não só abarca crenças oriundas da Reforma Protestante, como também manteve tradições católicas da Igreja Primitiva e pensamentos desenvolvidos e defendidos ao longo da Era Patrística, uma vez que em concordância plena com as Escrituras. O Anglicanismo aceita as estipulações dos quatro primeiros concílios ecumênicos, incluindo a crença na Trindade e na Encarnação. A Igreja de Inglaterra também preserva a ordenação e a forma de governo episcopal, conforme desenvolvidos pela Igreja Romana. Alguns estudiosos consideram isto essencial, enquanto outros consideram necessária uma reformulação em conseguinte à identidade da Igreja.
A Igreja de Inglaterra possui, como uma de suas marcas distintivas, uma "mentalidade ampla e aberta". Este postura tolerante têm permitido a coexistência das tradições católica e reformada. O Anglicanismo, como um todo, costuma ser entendido como constituído de três cisões: Alta igreja (ou Anglo-Católica), Baixa igreja (ou Evangélica) e Igreja geral (ou liberal). A alta igreja enfatiza a significância da continuidade com o Catolicismo pré-Reforma, a adesão aos costumes litúrgicos e à natureza sacerdotal do ministério. Como a nomenclatura sugere, os Anglo-católicos mantém inúmeras práticas e formas litúrgicas católicas. A baixa igreja enfatiza a herança protestante, tanto litúrgica como teologicamente. Historicamente, a igreja geral têm sido descrita como uma mediação entre ambas as linhas teológicas, embora voltada a um Protestantismo mais liberal.

### Liturgia

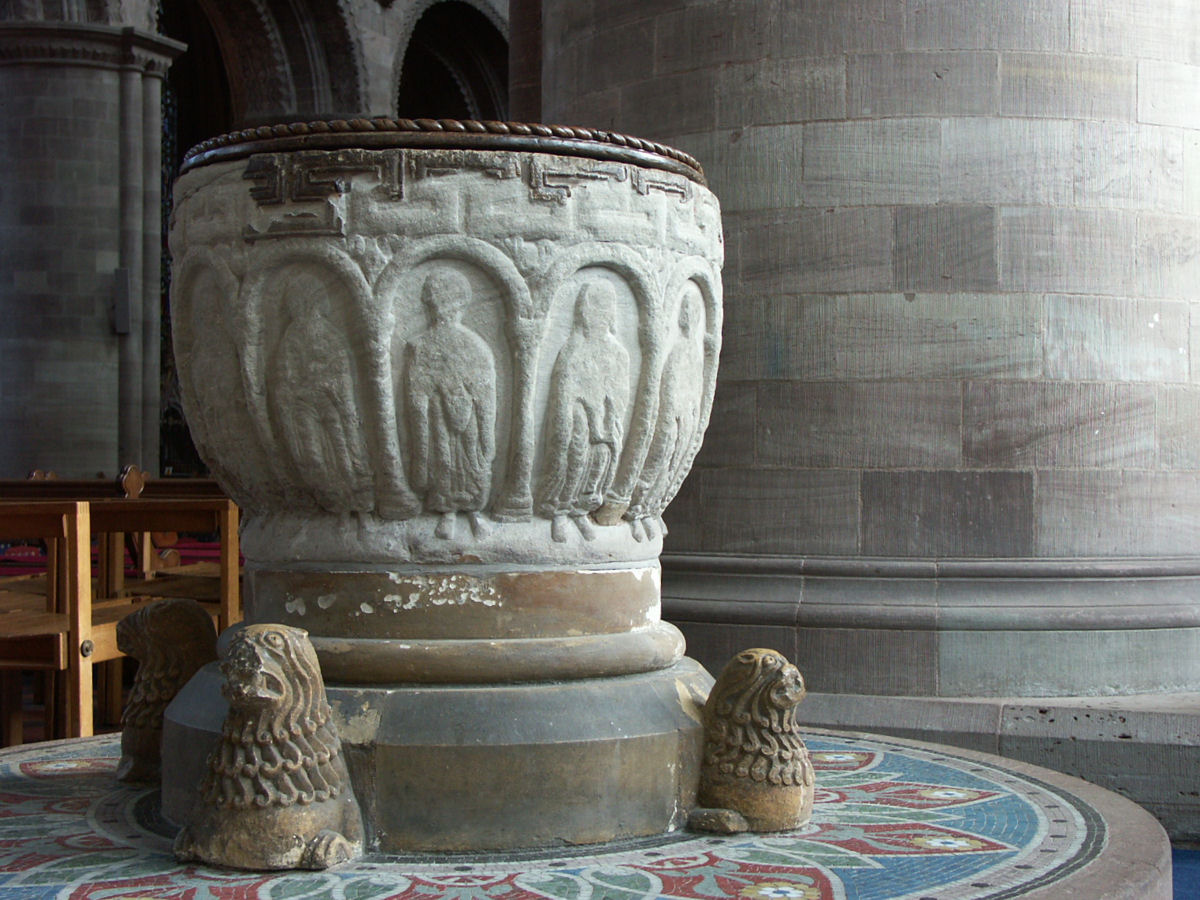
Pia batismal da Catedral de Hereford.

Conforme estabelecido pela Lei Inglesa, a fonte litúrgica oficial da Igreja de Inglaterra é o Livro de Oração Comum. Além deste documento, o Sínodo Geral também legisla para um livro litúrgico moderno, o Liturgia Comum, publicada desde 2000 e utilizada alternativamente. Assim como seu antecessor, o Livro Alternativo de Serviço de 1980, este diverge do Livro de Oração Comum por prover uma gama de serviços alternativos, muitos em linguagem moderna, apesar de não incluir algumas bases, como por exemplo, a Ordem Dois para Santa Comunhão.
As liturgias são organizadas de acordo com ano e calendário litúrgicos. Os sacramentos do Batismo e da Eucaristia são considerados necessários para a Salvação, sendo o pedobatismo amplamente defendido e realizado regularmente. Já mais avançados em idade, os indivíduos previamente batizados recebem a Confirmação por um bispo, reafirmando seu compromisso com a fé cristã e anglicana. A Eucaristia, consagrada por oração de ação de graças incluindo as palavras da instituição proferidas por Jesus Cristo, é considerada um ato "memorial dos atos redentores de Cristo, no qual o Cristo se faz efetiva e objetivamente presente pela fé".
A utilização de hinos e música na Igreja de Inglaterra têm sido fortemente modificados ao longo dos séculos. O tradicional canto vespertino é um marco distintivo da maioria das catedrais. A entoação de salmos, ainda presente no Anglicanismo, por sua vez, é uma marca que data de volta aos primórdios da fé cristã inglesa. Durante o século XVIII, clérigos como Charles Wesley introduziram novos estilos de adoração e hinos poéticos.

## Segmentos
A Igreja da Inglaterra compreende-se como "católica" e "reformada":
- Católica (Alta Igreja) na medida em que se define como uma parte da Igreja Católica[31] de Jesus Cristo, em perfeita e válida continuidade com a Igreja apostólica. Também se assemelha de Igreja Católica Romana em seus dogmas e ritos. Surgiu no século XIX, no Movimento de Oxford, já que a Igreja Anglicana era totalmente protestante;
- Protestante (Baixa Igreja), na medida em que ela foi moldada por alguns dos princípios doutrinários e institucionais da Reforma Protestante do século XVI, nos princípios presbiterianos (ou calvinistas). O seu caráter mais reformado encontra-se na expressão dos Trinta e Nove Artigos de Religião, elaborado em 1563[32] como parte do estabelecimento da via média de religião sob a rainha Isabel I de Inglaterra. Os costumes e a liturgia da Igreja da Inglaterra, expresso no Livro de Oração Comum (em inglês, The Book of Common Prayer - BCP), são baseados em tradições da pré-Reforma, com influência dos princípios da Reforma litúrgica e doutrinária de inspiração protestante.
P.[33] Surgiu originalmente com a Igreja, sendo o segmento anglicano mais antigo.

## Membresia
Dados oficiais do ano de 2005 indicam o número de 25 milhões de Anglicanos batizados na Inglaterra e no País de Gales. Devido à sua condição como denominação cristã estabelecida, em geral, todo cidadão destes países pode contrair matrimônio, batizar seus filhos ou realizar cerimônias fúnebres em uma paróquia anglicana, independentemente de serem membros regulares de algumas destas.
Entre 1890 e 2001, a frequência nas igrejas do Reino Unido sofreu um forte declínio. Entre 1968 e 1999, a frequência aos serviços dominicais em paróquias anglicanas praticamente desapareceu, caindo de uma média de 3,5% para 1,9%. Uma pesquisa publicada em 2008 sugeriu que as taxas de frequências aos serviços dominicais sofreriam uma queda ainda maior nas próximas décadas.
Em 2011, a Igreja de Inglaterra publicou estatísticas demonstrando que 1,7 milhão de pessoas frequentam, pelo menos, um serviço religioso mensalmente, um padrão que vem sendo mantido desde o ano 2000; aproximadamente um milhão participa dos serviços dominicais e três milhões dirigem-se às paróquias para serviços específicos de Natal. A Igreja também afirma que 30% frequentam os serviços dominicais pelo menos uma vez ao ano; sendo mais de 40% participantes de casamentos e funerais em suas paróquias locais. Nacionalmente, a Igreja de Inglaterra batiza uma a cada oito crianças nascidas anualmente.
A Igreja de Inglaterra possui 18 mil clérigos ordenados em atividade e outros 10 mil licenciados. Em 2009, 491 indivíduos foram indicados ao treinamento para ordenação, mesma média desde o ano 2000, e 564 novos clérigos (266 do sexo feminino e 298 do sexo masculino) foram ordenados. Mais da metade destes ordenados (193 do sexo masculino e 116 do sexo feminino) foram indicados ao ministério remunerado. Em 2011, 504 novos clérigos foram ordenados, sendo 264 para ministério remunerado, e 349 leitores.

### Comunhão Anglicana

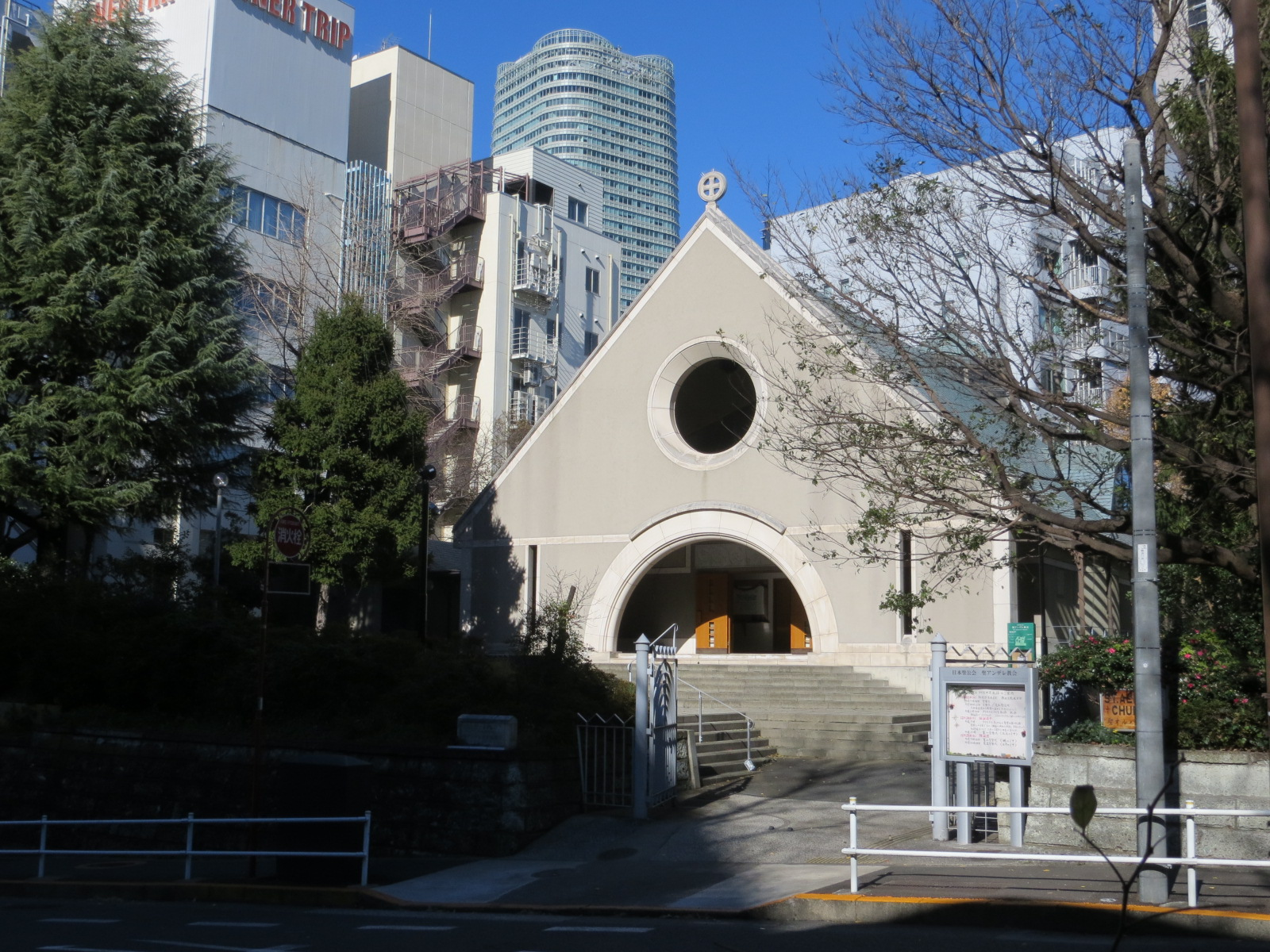
Catedral Anglicana de Santo André, em Tokyo no Japão.

A Comunhão Anglicana é a terceira maior comunhão cristã do mundo. Fundada em 1867 em Londres, Inglaterra, a comunhão atualmente tem 85 milhões de membros dentro da Igreja da Inglaterra e outras igrejas nacionais e regionais em plena comunhão, fazendo delas uma só igreja no mundo todo. As origens tradicionais das doutrinas anglicanas estão resumidas nos Trinta e Nove Artigos (1571). O arcebispo de Canterbury (atualmente Justin Welby) na Inglaterra atua como um símbolo de unidade, reconhecido como primus inter pares ("primeiro entre iguais").

## Anglicanos independentes

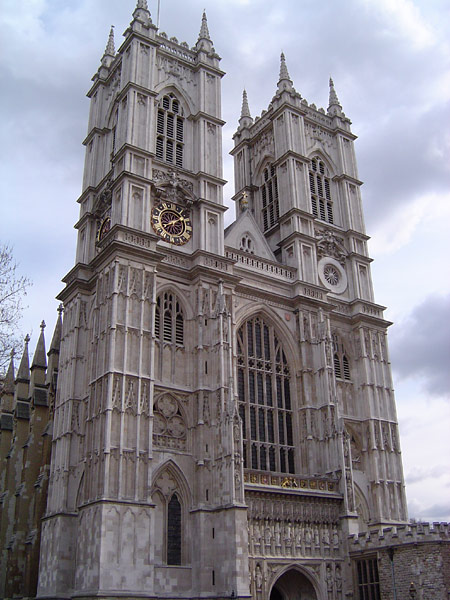
A Abadia de Westminster é a igreja mãe da Igreja Anglicana e local de coroação dos monarcas ingleses desde 1066. A imagem representa a grandiosidade e a história da Igreja Anglicana, simbolizando sua importância como instituição religiosa e cultural. A Abadia de Westminster também é um local de culto para anglicanos independentes, que não é autorizado na autoridade da Igreja da Inglaterra. A imagem demonstra a diversidade e a pluralidade dentro da comunidade anglicana, incluindo aqueles que optam por seguir um caminho religioso independente.

Na segunda metade do século XIX, por divergências teológicas e pastorais no seio do anglicanismo, surgiram várias denominações anglicanas independentes, ou continuantes, principalmente na América do Norte, Austrália e em vários países em desenvolvimento. Concomitante a este fenômeno, houve em sentido contrário o aparecimento de "movimentos de convergência", nos quais protestantes ou católicos (ex: Velha Igreja Católica) aproximaram-se do anglicanismo e do catolicismo e buscaram estabelecer igrejas com doutrinas e práticas anglicanas. Exemplos disso são a Igreja Católica Apostólica Carismática da International Communion of the Charismatic Episcopal Church e a Comunhão Internacional das Igrejas Episcopais Evangélicas.

## Estrutura
O Artigo XIX dos Trinta e Nove Artigos de Religião define a igreja como:
| “ | A igreja visível de Cristo é uma congregação de fiéis, onde se prega a pura Palavra de Deus e se administram devidamente os sacramentos, segundo a instituição de Cristo, em todas as coisas que necessariamente se requerem neles. | ” |

O Monarca britânico detém o título constitucional de Governador Supremo da Igreja de Inglaterra. A lei canônica da Igreja da Inglaterra afirma: "Reconhecemos que a mais excelente Majestade do Monarca, atuando de acordo com as leis do Reino, é o mais alto poder sob Deus neste reino, e possui suprema autoridade sobre todos os cidadãos em todas as instâncias, civis e eclesiásticas". Na prática, contudo, este poder é exercido através do Parlamento e do Primeiro-ministro.
A Igreja da Irlanda e a Igreja em Gales separaram-se da Igreja de Inglaterra em 1869 e 1920, respectivamente, constituindo igrejas autônomas dentro da Comunhão Anglicana; Na Escócia, a igreja nacional, Igreja da Escócia, é de orientação presbiteriana, sendo assim, o Anglicanismo no país é representado pela Igreja Episcopal Escocesa, que também integra a Comunhão Anglicana.
Para além da Inglaterra, a jurisdição da Igreja de Inglaterra estende-se até a Ilha de Man, as Ilhas do Canal e algumas paróquias nos condados galeses de Flintshire, Monmouthshire, Powys e Radnorshire, que optaram por não unir-se à Igreja de Gales, permanecendo ligados à Cantuária. As congregações de expatriados no continente compõem a Diocese de Gibraltar.
A Igreja de Inglaterra é estrutura da seguinte forma:
- Paróquia é o nível mais básico de organização eclesiástica, consistindo em um templo ou uma comunidade anglicana, apesar de muitas estarem unindo-se por questões financeiras. A paróquia é regida por um padre que, por questões históricas e/ou legais, pode ser chamado de vigário ou reitor. O pároco divide os encargos da condução da paróquia com o Conselho Paroquial, que consiste em clérigos e representantes leigos eleitos pela congregação. A Diocese de Gibraltar, conforme citado anteriormente, não é formalmente dividida em paróquias; assim como há paróquias que não integram nenhuma diocese. Nas áreas urbanas, há ainda um grande número de capelas particulares (privadas), construídas sobretudo no século XIX por questões de expansão populacional;
- Forania é uma área conduzida pelo Deão Rural. Consiste em um grupo de paróquias de um particular distrito. O deão rural é geralmente o incumbente de uma das paróquias constituintes, que elegem seus representantes ao sínodo local. Os membros do sínodo da forania elegem membros ao sínodo diocesano;
- Arcediagado é uma área sob autoridade do arcediago, sendo em número de sete na Diocese de Gibraltar na Europa;
- Diocese é a área sob jurisdição de um bispo diocesano. Pode haver somente um ou mais bispos a ele subordinados, geralmente chamados de bispos sufragâneos, que auxiliam o bispo titular na condução dos assuntos diocesanos. Nas dioceses mais extensas, é comum a criação de "áreas episcopais", às quais o bispo diocesano nomeia seus sufragâneos para conduzi-las. Os bispos trabalham com um corpo eleito de representantes ordenados, conhecido como Sínodo Diocesano, para condução da diocese. A diocese é subdividida em um número de arcediagados;
- Província é uma área sob jurisdição de um arcebispo. Na Igreja de Inglaterra, há somente dois deles: o Arcebispo da Cantuária e o Arcebispo de Iorque. A província é subdividida em várias dioceses;
- Primazia é a condição de cada Arcebispo da Igreja de Inglaterra, intitulados também de "Primaz de Toda a Inglaterra" (no caso do Arcebispo da Cantuária) e de "Primaz da Inglaterra" (no caso do Arcebispo de Iorque) e tem poderes que se estendem sobre todo o país - como, por exemplo, autoridade para celebrar matrimônios sem habilitação;
- Royal Peculiar, um pequeno número de templos historicamente associados à Coroa, estando além da hierarquia usual da Igreja de Inglaterra. São administrados como jurisdições episcopais especiais.

### Primaz

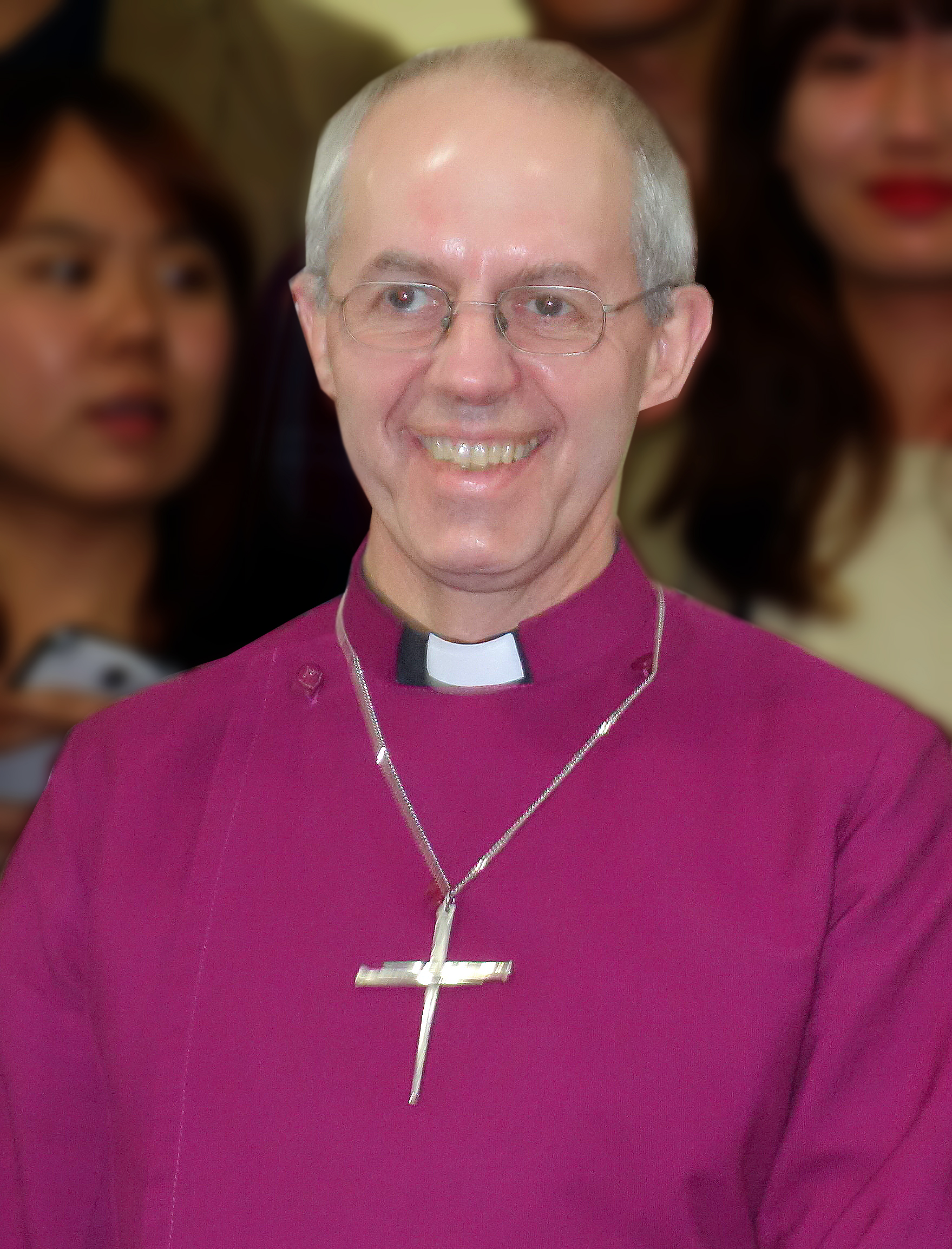
Arcebispo de Cantuária Justin Welby o primaz da Igreja Anglicana.

O mais tradicional bispo da Igreja de Inglaterra é o Arcebispo da Cantuária, sendo este também o metropolita da província do sul da Inglaterra, a Província da Cantuária. Além disto, detém também o título de Primaz de Toda Inglaterra. Seu foco é trabalhar para promover a unidade da Igreja Anglicana e a integração de toda a Comunhão Anglicana. O atual Arcebispo da Cantuária é Justin Welby, confirmado por eleição em 4 de fevereiro de 2013.
O segundo mais tradicional bispado é o Arcebispo de Iorque, o metropolita da província do norte da Inglaterra, a Província de Iorque. Por razões históricas (relativas ao controle danês sobre a região), o Arcebispo de Iorque é referido como Primaz da Inglaterra. O Bispo John Sentamu foi entronizado Arcebispo de Iorque em 2005. Abaixo destes dois primazes, o Bispo de Londres, Bispo de Durham e o Bispo de Winchester são também considerados os principais ordenados da Igreja de Inglaterra.

### Bispos diocesanos
O processo de nomeação de bispos diocesanos é complexo, devido a razões históricas que equilibram a hierarquia contra a democracia, e é tratado pelo Comitê de Nomeações da Coroa que submete nomes ao Primeiro-Ministro (agindo em nome da Coroa) para consideração.

### Organismos representativos
A Igreja da Inglaterra tem um corpo legislativo, o Sínodo Geral. O Sínodo pode criar dois tipos de legislação, medidas e cânones. As medidas devem ser aprovadas, mas não podem ser alteradas pelo parlamento britânico antes de receber o Royal Assent e tornar-se parte da lei da Inglaterra. Embora seja a igreja estabelecida apenas na Inglaterra, suas medidas devem ser aprovadas por ambas as Casas do Parlamento, incluindo os membros não ingleses. Os Cânones requerem a Licença Real e o Royal Assent, mas formam a lei da igreja, ao invés da lei da terra.
Outra assembleia é a convocação do clero inglês, que é mais antigo que o Sínodo Geral e seu antecessor, a Assembleia da Igreja. Na Medida do Governo Sínodo de 1969, quase todas as funções das Convocações foram transferidas para o Sínodo Geral. Além disso, há sínodos diocesanos e sínodos de decano, que são os órgãos de governo das divisões da Igreja.

### Câmara dos Lordes
Os 42 arcebispos e bispos diocesanos da Igreja da Inglaterra, 26 são autorizados a sentar-se na Câmara dos Lordes. Os arcebispos de Canterbury e York têm automaticamente assentos, assim como os bispos de Londres, Durham e Winchester. Os restantes 21 lugares são preenchidos em ordem de antiguidade por consagração. Pode levar um bispo diocesano vários anos para chegar à Câmara dos Lordes, ponto em que ele se torna um lorde espiritual. O Bispo de Sodor e o Homem e o Bispo de Gibraltar na Europa não são elegíveis para se sentar na Câmara dos Lordes, pois as suas dioceses situam-se fora do Reino Unido.

### Dependências da Coroa
Embora não façam parte da Inglaterra ou do Reino Unido, a Igreja da Inglaterra é também a Igreja estabelecida nas dependências da Coroa da Ilha de Man, o Bailiado de Jersey e o Bailiado de Guernsey. A Ilha de Man tem sua própria diocese de Sodor e Man, e o bispo de Sodor e Man é um membro ex officio do Conselho Legislativo do Tynwald na ilha. As Ilhas Anglo-Normandas fazem parte da Diocese de Winchester, e em Jersey, o decano de Jersey é um membro não votante dos Estados de Jersey. Em Guernsey, a Igreja da Inglaterra é a Igreja estabelecida, embora o decano de Guernsey não seja membro dos Estados de Guernsey.

## Diretório on-line da Igreja
A Igreja da Inglaterra apoia A Church Near You, um diretório on-line de igrejas. Um recurso editado pelo usuário, atualmente lista 16,4 mil igrejas e tem 7 mil editores em 42 dioceses. O diretório permite que as paróquias mantenham informações precisas de localização, contato e eventos, que são compartilhadas com outros sites e aplicativos móveis. Em 2012, o diretório formou o backbone de dados do ''Christmas Near You'' e em 2014 foi usado para promover a iniciativa da igreja Harvest Near You.

## Anglicanismo no Brasil

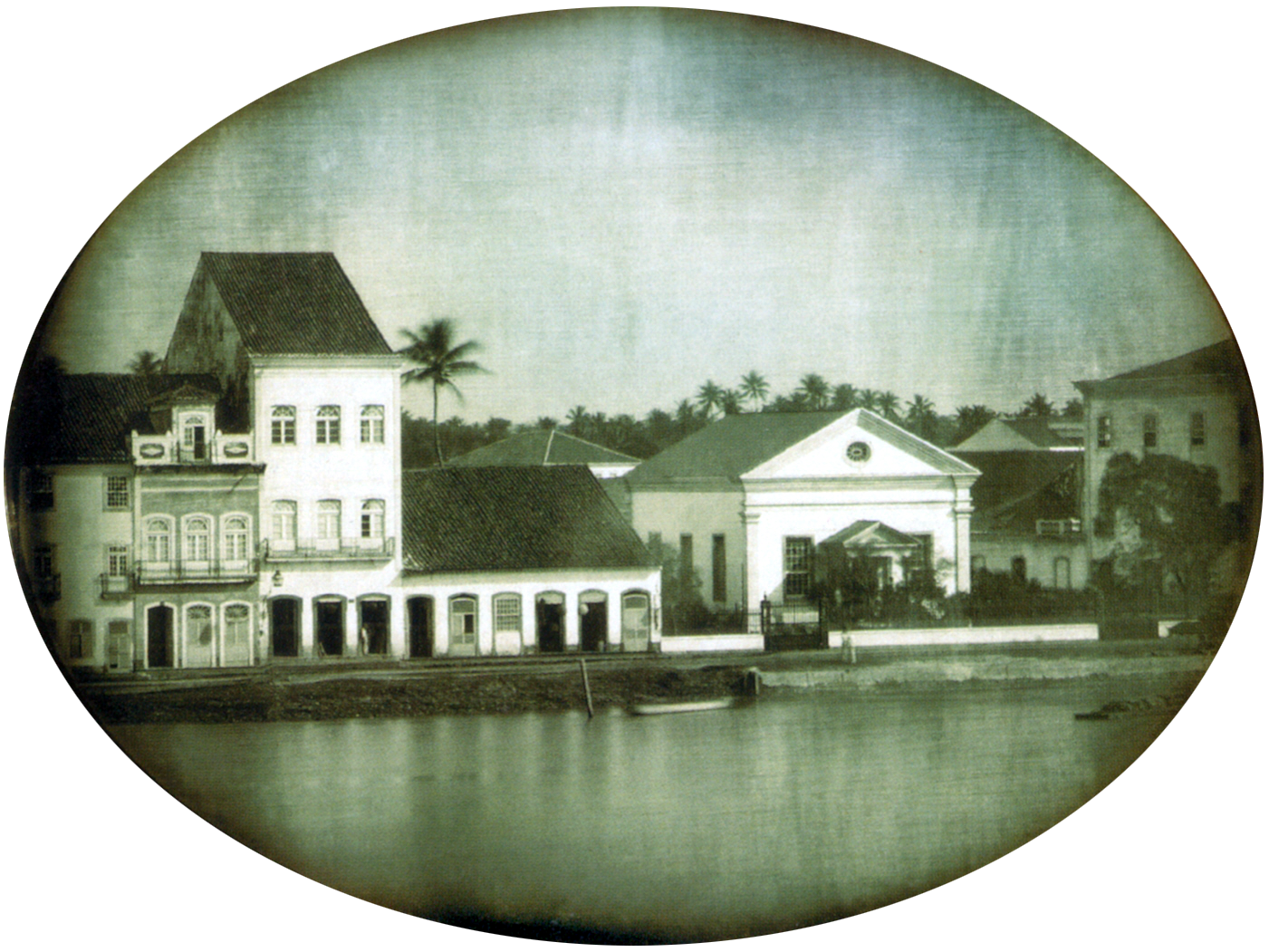
A Capela Anglicana do Recife (1838-1946) em fotografia do estadunidense Charles Fredricks, 1851.

A história do anglicanismo no Brasil inicia-se no século XIX, no contexto da transferência da corte portuguesa para o Brasil. Em 1810 Portugal e Inglaterra assinaram o Tratado de Comércio e Navegação, que permitiu a construção de capelas anglicanas em terras brasileiras, contanto que elas não tivessem a aparência de templos religiosos – não poderiam ter torres ou sinos – e não buscassem a conversão de cristãos católicos brasileiros.
Em meados daquele século, as três principais cidades brasileiras, que haviam ganhado ainda na década de 1810 cemitérios para a colônia inglesa, já abrigavam templos anglicanos: em maio de 1822, a primeira capela anglicana do país, a Christ Church, foi aberta no Rio de Janeiro; em maio de 1838, houve a fundação do primeiro templo anglicano no Recife, a Holy Trinity Church; e em outubro de 1853, foi inaugurada a capela de Saint George's Church em Salvador. Surgiram ainda capelas anglicanas em Nova Lima e Mariana, em Minas Gerais, cidades estas que desenvolveram numerosas colônias britânicas devido à exploração das minas de Morro Velho e da Passagem por empresas inglesas.
A província anglicana do Brasil é a Igreja Episcopal Anglicana do Brasil.